# قورباغه‌های بازانگشت
قورباغه‌های بازانگشت (نام علمی: Crinia) نام یک سرده از تیره قورباغه‌های زمینی استرالیا است.